# جوسيف إي. فيشر
جوسيف إي. فيشر (بالإنجليزية: Josef E. Fischer)‏ هو جراح أمريكي، ولد في 1937.